# Pentadactyl
Pentadactyl是Vimperator派生的Firefox浏览器扩展，旨在为能流利使用键盘的用户提供更有效的用户界面。该扩展很大程度上受到Vim文本编辑器的启发，并且尽可能与其保持一致。Firefox 47版后许多特性已不能使用。

## 评论
2011年2月，Download Squad的Erez Zukerman称Pentadactyl为“可能是我们见过的最怪异和最酷的插件”。2011年6月，TechRepublic的Chad Perrin称赞了它。

## 参看
- Conkeror（英语：Conkeror）
- Xombrero（英语：Xombrero）